# Catolobus pendulus
Catolobus pendulus (гусимець повислий як Arabis pendula) — монотипний вид рослин з родини капустяних (Brassicaceae), поширений у Євразії, від України й Білорусі до узбережжя Тихого океану.

## Опис
Дворічна трав'яниста рослина (15)50–100(170) см заввишки. Китиця не однобока, без приквітків. Квітконіжки довгі, тонкі, зігнуті, 7–30 мм завдовжки. Стручки довгі, 5–9 см завдовжки, лінійні, дуговидно зігнуті, пониклі, на горизонтальних або вниз відігнутих плодоніжок. Рослина від рідко до щільно вкрита жорсткими волосками. Прикореневі й нижчі стеблові листки черешкові. Середні стеблові листки сидячі; листова пластинка ланцетна, довгаста або еліптична, (1.5)3–10(15) × (0.5)1–2.5(4) см, щільно до рідко запушена. Насіння коричневе, яйцеподібне, субкулясте, або рідше довгасте, (1.2)1.4–1.8 × (0.7)1–1.3 мм, сплюснуте. 2n = 16.

## Поширення
Поширений у Євразії, від України й Білорусі до узбережжя Тихого океану.
В Україні вид зростає в тінистих лісах, серед чагарників — в Лівобережному Лісостепу і Степу, зрідка.